# أنيا ياكوبس
أنيا ياكوبس (بالألمانية: Anja Jacobs)‏ هي مخرجة ألمانية، ولدت في 1974 في إتسهويه في ألمانيا.

## وصلات خارجية
- أنغا جاكوبس على موقع IMDb (الإنجليزية)
- أنغا جاكوبس على موقع ألو سيني (الفرنسية)
- أنغا جاكوبس على موقع أول موفي (الإنجليزية)
- أنغا جاكوبس على موقع قاعدة بيانات الفيلم (الإنجليزية)
- أنغا جاكوبس على موقع كينوبويسك (الروسية)